# Home Nations Championship 1939
Nach dem Ausschluss Frankreichs wurde das Rugby-Union-Turnier Five Nations (heute Six Nations) von 1932 bis 1939 als Home Nations Championship mit vier britischen Mannschaften weitergeführt. Das Turnier des Jahres 1939 fand vom 21. Januar bis zum 18. März statt. Turniersieger wurden gemeinsam Wales, Irland und England mit je zwei Siegen und einer Niederlage (die Punktedifferenz spielte nach dem damaligen Turniermodus keine Rolle).

## Teilnehmer
| Land       | Stadion                            | Stadt            | Kapitän         |
| ---------- | ---------------------------------- | ---------------- | --------------- |
| England    | Twickenham Stadium                 | London           | Herbert Toft    |
| Irland     | Lansdowne Road / Ravenhill Stadium | Dublin / Belfast | George Morgan   |
| Schottland | Murrayfield Stadium                | Edinburgh        | Wilson Shaw     |
| Wales      | Cardiff Arms Park                  | Cardiff          | Wilfred Wooller |

## Tabelle
|    | Land       | Spiele | Siege | Unent. | Ndlg. | Spiel- punkte | Diff. | Tabellen- punkte |
| -- | ---------- | ------ | ----- | ------ | ----- | ------------- | ----- | ---------------- |
| 1. | Wales      | 3      | 2     | 0      | 1     | 18:6          | + 12  | 4                |
| 1. | Irland     | 3      | 2     | 0      | 1     | 17:10         | + 7   | 4                |
| 1. | England    | 3      | 2     | 0      | 1     | 12:11         | + 1   | 4                |
| 4. | Schottland | 3      | 0     | 0      | 3     | 12:32         | − 20  | 0                |

## Ergebnisse
| 21. Januar 1939 | England            | 3 : 0   | Wales | Twickenham Stadium, London Zuschauer: 70.000 Schiedsrichter: Jimmie Ireland (Schottland) |
| 21. Januar 1939 | Straftritte: Teden | Bericht |       | Twickenham Stadium, London Zuschauer: 70.000 Schiedsrichter: Jimmie Ireland (Schottland) |

| 4. Februar 1939 | Wales                                                                | 11 : 3        | Schottland            | Cardiff Arms Park, Cardiff Schiedsrichter: Alan Bean (England) |
| 4. Februar 1939 | Versuche: M. Davies Travers Erhöhungen: Wooller Straftritte: Wooller | (6:0) Bericht | Straftritte: Crawford | Cardiff Arms Park, Cardiff Schiedsrichter: Alan Bean (England) |

| 11. Februar 1939 | England | 0 : 5   | Irland                               | Twickenham Stadium, London Schiedsrichter: Jimmie Ireland (Schottland) |
| 11. Februar 1939 |         | Bericht | Versuche: Irwin Erhöhungen: McKibbin | Twickenham Stadium, London Schiedsrichter: Jimmie Ireland (Schottland) |

| 25. Februar 1939 | Irland                                               | 12 : 3        | Schottland      | Lansdowne Road, Dublin Schiedsrichter: Cyril Gadney (England) |
| 25. Februar 1939 | Versuche: Moran Torrens Straftritte: McKibbin Sayers | (9:0) Bericht | Versuche: Innes | Lansdowne Road, Dublin Schiedsrichter: Cyril Gadney (England) |

| 11. März 1939 | Irland | 0 : 7   | Wales                                    | Ravenhill Stadium, Belfast Zuschauer: 28.000 Schiedsrichter: Jimmie Ireland (Schottland) |
| 11. März 1939 |        | Bericht | Versuche: W. Davies Dropgoals: W. Davies | Ravenhill Stadium, Belfast Zuschauer: 28.000 Schiedsrichter: Jimmie Ireland (Schottland) |

| 18. März 1939 | Schottland             | 6 : 9         | England                 | Murrayfield Stadium, Edinburgh Schiedsrichter: Ivor David (Wales) |
| 18. März 1939 | Versuche: Murdoch Shaw | (6:6) Bericht | Straftritte: Heaton (3) | Murrayfield Stadium, Edinburgh Schiedsrichter: Ivor David (Wales) |